# ヤム・ザポルスキの和約

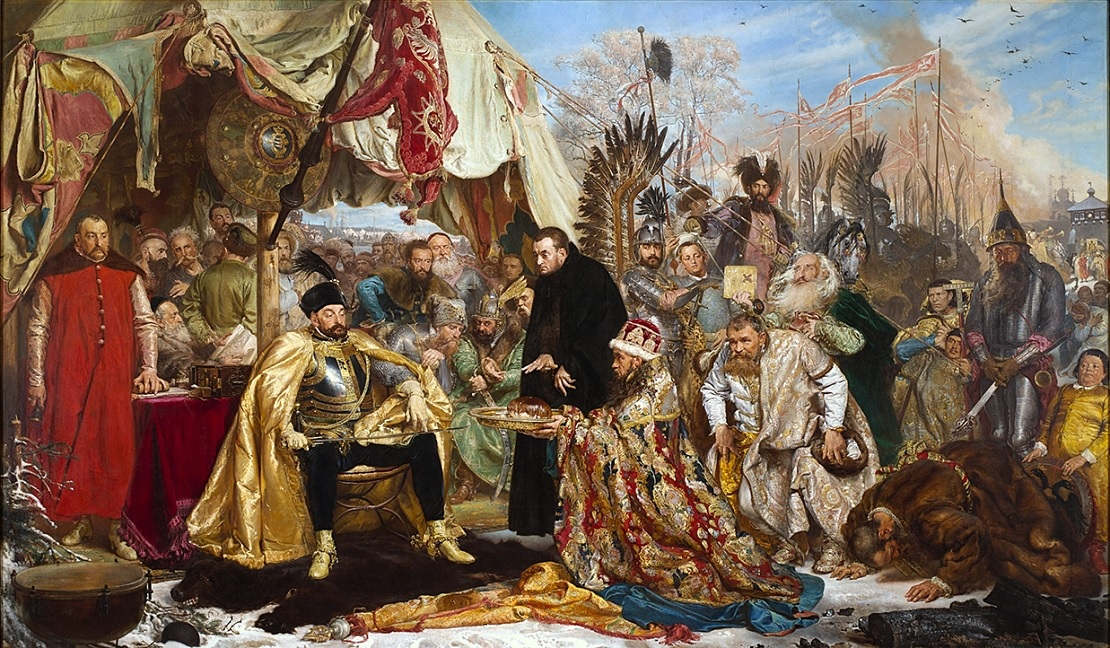
プスコフでのバートリ, 1579年/ 1872年ヤン・マテイコ画

ヤム・ザポルスキの和約（波:Rozejm w Jamie Zapolskim、露:Ям-Запольский мир）は、1582年1月15日にポーランド・リトアニア共和国とロシア・ツァーリ国との間で結ばれ、リヴォニア戦争を終わらせた条約の1つである。ステファン・バートリの優れた戦果によりプスコフの包囲戦にまで突入し、そのため休戦条約が締結された。
この条約は、教皇の使者であるアントニオ・ポッセヴィーノの助けによって、ポーランド王でリトアニア大公であるステファン・バートリとロシア皇帝イヴァン4世が調印し、10年の休戦を確立した。条約の条件として、領土を戦前の状態へと戻すことになり、バートリは、プスコフの包囲戦をあきらめて、ヴェリーキエ・ルーキの町を去った。
1600年にレフ・サピェハを大使として、外交使節団がモスクワへ行き、ロシア皇帝ボリス・ゴドゥノフとの交渉を終え、休戦がそれから20年延長された。1605年に、ポーランドが再び戦争を開始したことにより、休戦条約は破られた。